# Pogonotriccus poecilotis
El  orejerito variegado (en Ecuador) (Pogonotriccus poecilotis) también denominado atrapamoscas variegado (en Colombia), moscareta-cerdosa variegada (en Perú), atrapamoscas andino o atrapamoscas cerdoso pintarrajado (en Venezuela), o atrapamoscas pintarrajado, es una especie de ave paseriforme de la familia Tyrannidae, perteneciente al género Pogonotriccus, anteriormente colocada en el género Phylloscartes por diversos autores. Es nativo de regiones andinas y adyacencias del noroeste y oeste de América del Sur.

## Distribución y hábitat
Se distribuye por el noroeste de Venezuela (Serranía del Perijá, Mérida) y Andes de Colombia, este de Ecuador y Perú (Cajamarca y San Martín hacia el sur, localmente, hasta Puno).
Esta especie es considerada poco común en sus hábitats naturales: los estratos medio y bajo de bosques montanos andinos, principalmente entre los 1500 y los 2300 m de altitud.

## Sistemática

### Descripción original
La especie P. poecilotis fue descrita por primera vez por el zoólogo británico Philip Lutley Sclater en 1862 bajo el nombre científico Leptopogon poecilotis; su localidad tipo es: «Bogotá, Colombia».

### Etimología
El nombre genérico masculino «Pogonotriccus» se compone de las palabras del griego «pōgōn, pōgonōs» que sinifica ‘barba’, y «τρικκος trikkos»: pequeño pájaro no identificado; en ornitología, triccus significa «atrapamoscas tirano»; y el nombre de la especie «poecilotis» se compone de las palabras del griego «poikilos» que significa ‘punteado, manchado’, y «ōtis» que significa ‘de oreja’.

### Taxonomía
Esta especie, que exhibe características morfológicas y comportamentales diferenciadas, ya era situada en el género Pogonotriccus por el Congreso Ornitológico Internacional (IOC),  así como por diversos otros autores, y en Phylloscartes por otros. Finalmente, los amplios estudios genéticos de Harvey et al. (2020) confirmaron que Phylloscartes y Pogonotriccus constituyen dos clados diferentes. Sobre estas evidencias, el Comité de Clasificación de Sudamérica (SACC), en la Propuesta No 959 reconocío la inclusión de esta y otras especies en Pogonotriccus.
La forma propuesta P. poecilotis pifanoi Aveledo & Pons, 1952, se considera indistinguible de la nominal.